# Angel (Madonna-låt)
"Angel" är en låt framförd av den amerikanska popartisten Madonna. Det var den tredje singeln från hennes andra studioalbum, Like a Virgin och släpptes den 10 april 1985. Låten, som skrevs av Madonna och Steve Bray, var en av de första låtarna som utvecklades för projektet. Enligt Madonna kom inspirationen från en tjej räddas av en ängel varefter hon blir förälskad i honom. "Angel" gavs ut på 12"-vinylsingel med "Into the Groove" i en del länder och gick in på topplistorna likaledes. En musikvideo till låten var planerad men senare slopad. Istället lanserades i Storbritannien en promovideo bestående av klipp från hennes tidigare videor.
Låten nådde som bäst femte plats på Billboard Hot 100.

## Format och låtlistor
| - 7"-vinylsingel – USA, Australien 1. "Angel" – 3:40 2. "Angel" (dance mix edit) – 4:56 - 12"-vinylsingel – USA, Australien 1. "Angel" (utökad dance-remix) – 6:15 2. "Into the Groove" – 4:43 | - 12"-vinylsingel – Storbritannien, EU 1. "Angel" – 3:40 2. "Burning Up" (alternativ version) – 4:48 - 12"-vinylsingel – Storbritannien, EU 1. "Angel" (utökad dance-remix) – 6:15 2. "Burning Up" (alternativ version) – 4:48 - CD-maxisingel – Tyskland, Storbritannien (1995) 1. "Angel" (utökad dancemix) – 6:13 2. "Into the Groove" – 4:44 |

## Medverkande
- Madonna – sång, låtskrivare, bakgrundssång
- Steve Bray – låtskrivare
- Nile Rodgers – producent, gitarr
- Jimmy Bralower – trumprogrammering
- Rob Sabino – bassynthesizer, olika synthesizers
- Curtis King – bakgrundssång
- Frank Simms – bakgrundssång
- George Simms – bakgrundssång

Medverkande är hämtade ur albumhäftet till Like a Virgin.